# Ópera de Oslo
La Ópera de Oslo (en noruego: Operahuset i Oslo) fue erigida frente al fiordo de Oslo, en la ciudad homónima de Noruega, es el centro de artes escénicas más importante de ese país.
Se inauguró en 2008 y fue diseñada por el estudio de arquitectura noruego Snøhetta, autor de otros proyectos como la embajada noruega en Berlín y la Bibliotheca Alexandrina en Alejandría, Egipto.
El conjunto, inspirado en un témpano emergiendo del mar, está íntegramente revestido con mármol de Carrara y cristal.
El auditorio principal tiene capacidad para 1.364 espectadores, su araña de 7 metros de diámetro, pesa 8 toneladas y tiene más de 8.000 diodos luminosos y 5.800 elementos de cristal y vidrio. El escenario principal se encuentra a 16 metros bajo el nivel del mar, tiene 16 metros de ancho por 40 metros de fondo.
El segundo auditorio tiene capacidad para 400 personas; el complejo alberga 1100 salas y costó un total de 528 millones de euros.
El edificio ganó el premio del Festival Mundial de Arquitectura en Barcelona en 2008 y el Premio de Arquitectura Contemporánea de la Unión Europea 2009.

## Historia
La idea de dar a Oslo su propia ópera se lanzó por primera vez en 1917, durante la Primera Guerra Mundial, y el armador Christoffer Hannevig se ofreció a financiar el proyecto. Los planes fracasaron cuando Hannevig quebró personalmente. Se hicieron nuevos intentos de construir una ópera en Oslo tanto en la década de 1920 como en 1946. En 1959, la Ópera de Noruega fue trasladada de sus instalaciones en el Teatro Nacional al Folketeatret. En 1989, la Ópera de Noruega inició el estudio de un teatro de ópera independiente en Oslo. Después de que se presentaron los planos de la ópera, se produjo un debate público intenso y que consumió mucho tiempo sobre si se debería construir una ópera en Oslo.
Los críticos señalaron el nivel de costos, las necesidades y la expresión arquitectónica del edificio, y este debate continuó después de que comenzó y se abrió la construcción. Un artículo en Finansavisen mostró, entre otras cosas, que cada visita al nuevo edificio será subsidiada por el estado en total por más de NOK 2,000 cuando se incluyen los costos de vivienda. En 1999, el Storting decidió que la ópera debería estar ubicada en Bjørvika, en lugar de en Vestbanen, lo que fue relevante después del cierre del tráfico de trenes en 1989. El cliente era Statsbygg (la Dirección Noruega de Propiedad y Construcción Pública), el arquitecto Snøhetta AS y los contratos se adjudicaron a la empresa constructora Veidekke. El presupuesto original se fijó en 3300 millones NOK en 1999, y se elevó a 4.400 millones de NOK al inicio de la construcción en 2003. El edificio final fue alrededor de 200 millones de NOK más barato.
Junto con Snøhetta, el equipo del proyecto incluyó a Theatre Projects Consultants (diseño teatral); Brekke Strand Akustikk y Arup Acoustic (Diseño acústico); Ingeniería Reinertsen, Ingenior Per Rasmussen, Erichsen & Horgen (Ingenieros); Stagsbygg (Gerente de Proyecto); Scandiaconsult (Contratista); la empresa noruega, Veidekke (Construcción); y las instalaciones de arte fueron realizadas por Kristian Blystad, Kalle Grude, Jorunn Sannes, Astrid Løvaas y Kirsten Wagle.
El número de visitantes de la Ópera de Oslo ha aumentado significativamente desde que se mudó a la nueva casa de la ópera, hasta el punto de que todas las representaciones se agotan al comienzo de la temporada. También ha habido muchos visitantes que solo querían ver y caminar sobre el techo del edificio en sí, y el techo ha sido escenario de varios eventos al aire libre. En el primer aniversario el 12 de abril de 2009, 1,3 millones de personas habían visitado la casa en Bjørvika, lo que la convirtió en el destino turístico más visitado de Oslo. El edificio ha recibido numerosos premios y fue protegido por la Junta del Patrimonio Nacional el 15 de noviembre de 2012. En un informe de la Universidad Noruega de Ciencia y Tecnología, se estima que los costos de la ópera durante los primeros 40 años en el nuevo edificio serán aproximadamente 17 mil millones más altos que si continuara en el Folketeateret en Youngstorget.
La actuación inaugural del 12 de abril de 2008 se retransmitió en directo como entretenimiento del sábado en el canal de televisión NRK1. El rey Harald dijo en su discurso de apertura, entre otras cosas, lo siguiente: “Esta casa ahora y por muchas generaciones estará llena de canciones, música y danzas. En este marco de vidrio, piedra y madera, tenemos un lugar para grandes representaciones escénicas y musicales». Entre otros invitados destacados se encontraban la reina Sonja, la canciller alemana Angela Merkel y el primer ministro Jens Stoltenberg.

## Edificio

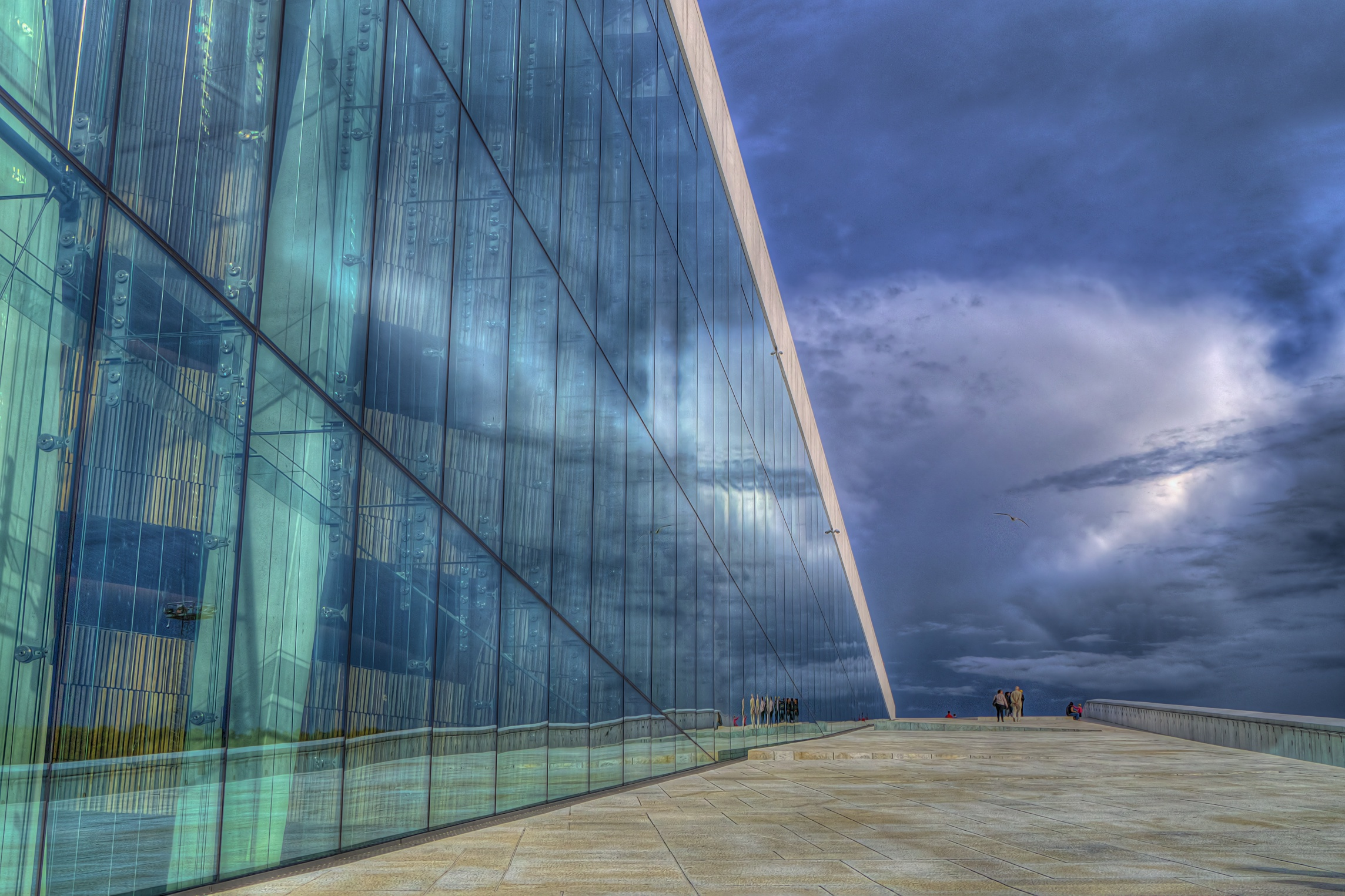
Exterior de la Ópera de Oslo.

El techo del edificio se inclina hacia el nivel del suelo, creando una gran plaza que invita a los peatones a subir y disfrutar de las vistas panorámicas de Oslo. Si bien gran parte del edificio está cubierto de granito blanco y La Facciata, un mármol blanco de Carrara italiano, la torre del escenario está revestida de aluminio blanco, en un diseño de Løvaas & Wagle que evoca viejos patrones de tejido.
El vestíbulo está rodeado por ventanas de 15 m (49 pies) de altura con marcos mínimos y vidrios especiales que permiten vistas máximas del agua. El techo está sostenido por delgadas columnas en ángulo también diseñadas para no interferir con las vistas.
Las superficies interiores están cubiertas de roble para aportar calidez a los espacios en contraste con la frescura del exterior blanco. El auditorio principal tiene forma de herradura e iluminado por una lámpara de araña ovalada que contiene 5.800 cristales hechos a mano. Los asientos incluyen monitores para el sistema de libreto electrónico, lo que permite al público seguir libretos de ópera en noruego e inglés, además del idioma original.
Todos los refinamientos técnicos que hacen del auditorio principal el lugar perfecto para escuchar música permanecen ocultos a la vista. Todos los detalles de la planificación acústica están integrados en la arquitectura. Cada asiento tiene una pantalla que, si se desea, puede mostrar el libreto en uno de los siete idiomas diferentes. El aire y la temperatura se regulan por zonas. La sala se humidifica más en el foso de la orquesta y en el escenario que en la sala de espectadores, con el fin de crear un mejor ambiente para solistas e instrumentos. Una moderna araña circular de 5.000 cristales se despliega bajo el alto techo de la techo de la sala. Según el diseño, este brillante círculo de luz asume la función de un reflector acústico que puede colgarse más alto o más bajo según el volumen del sonido procedente del escenario. El telón del escenario, obra de la artista Pae White, es el orgullo de la sala de ópera, cuyas butacas cubiertas de terciopelo rojo también han sido tenidas en cuenta en la acústica. El colorido de la zona de espectadores se refracta y se pliega en los bordes de aluminio del telón y se convierte en un único resplandor. del telón y se convierte en una única imagen animada y resplandeciente.

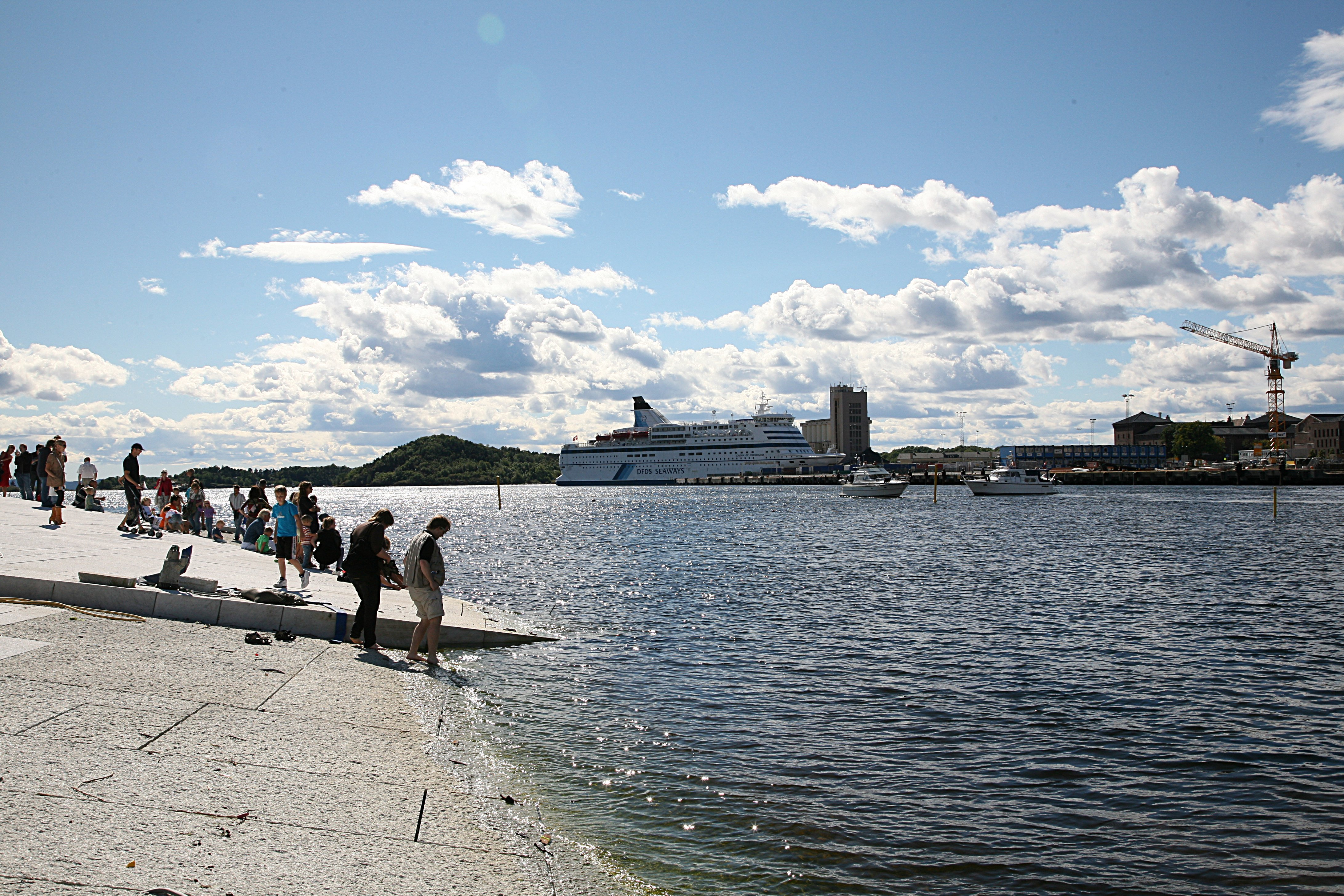
El techo de mármol comienza justo al borde del agua
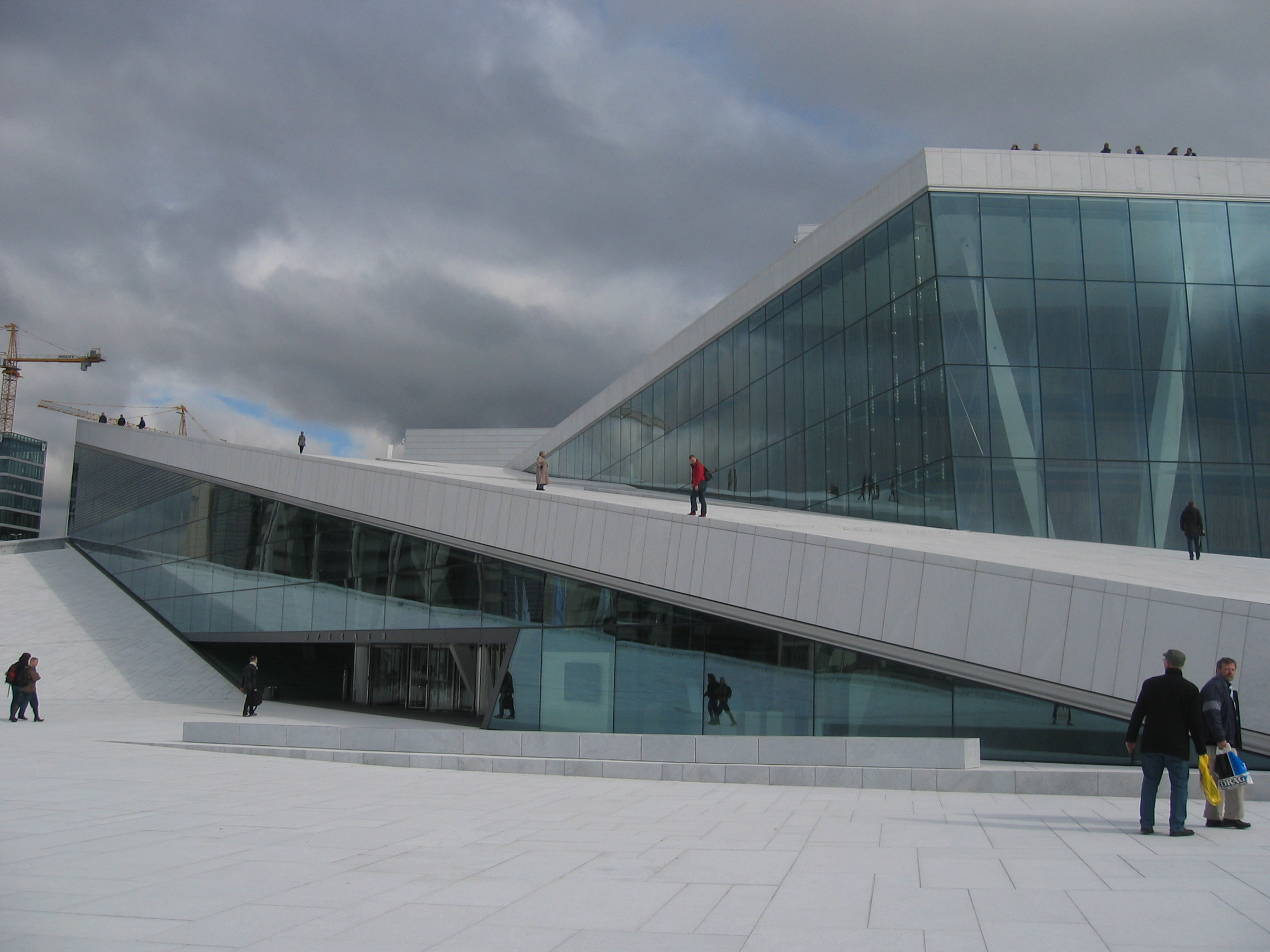
El característico tejado con acceso general al público
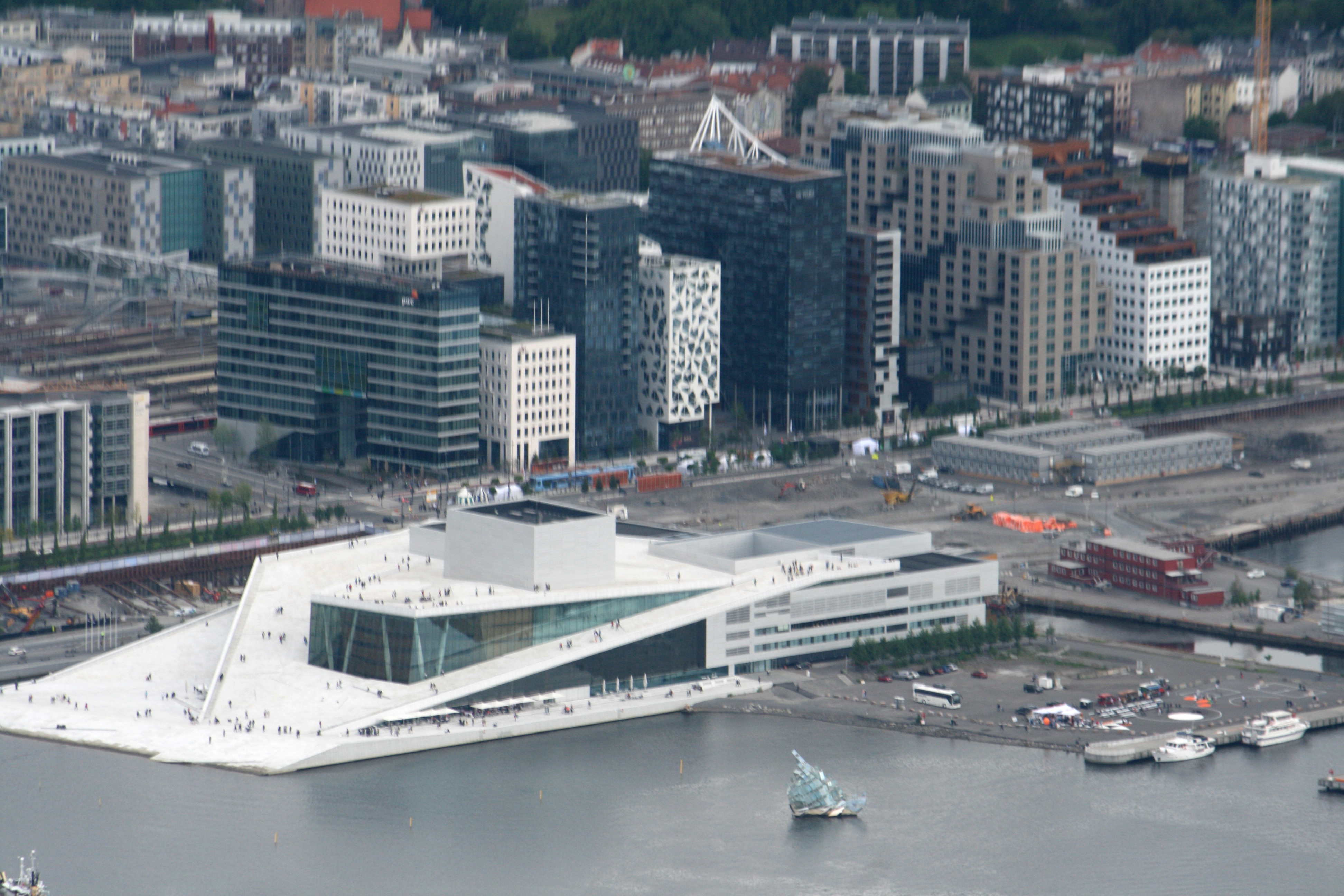
La Ópera y el edificio cercano llamado coloquialmente el Código de Barras (foto aérea 2015)
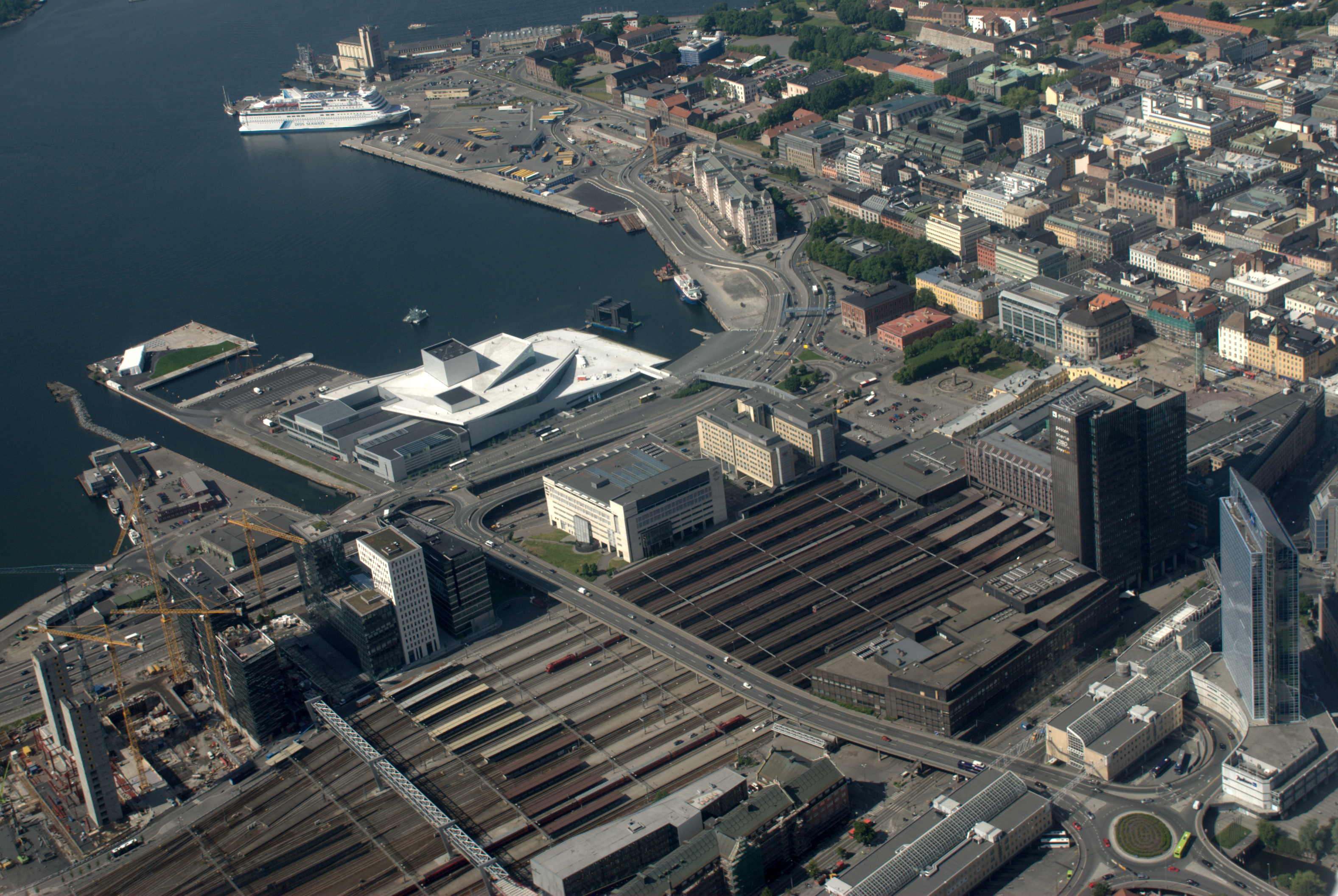
Foto aérea que muestra la Estación Central de Oslo 2010, con la Ópera de Bjørvika al sur

## Arte

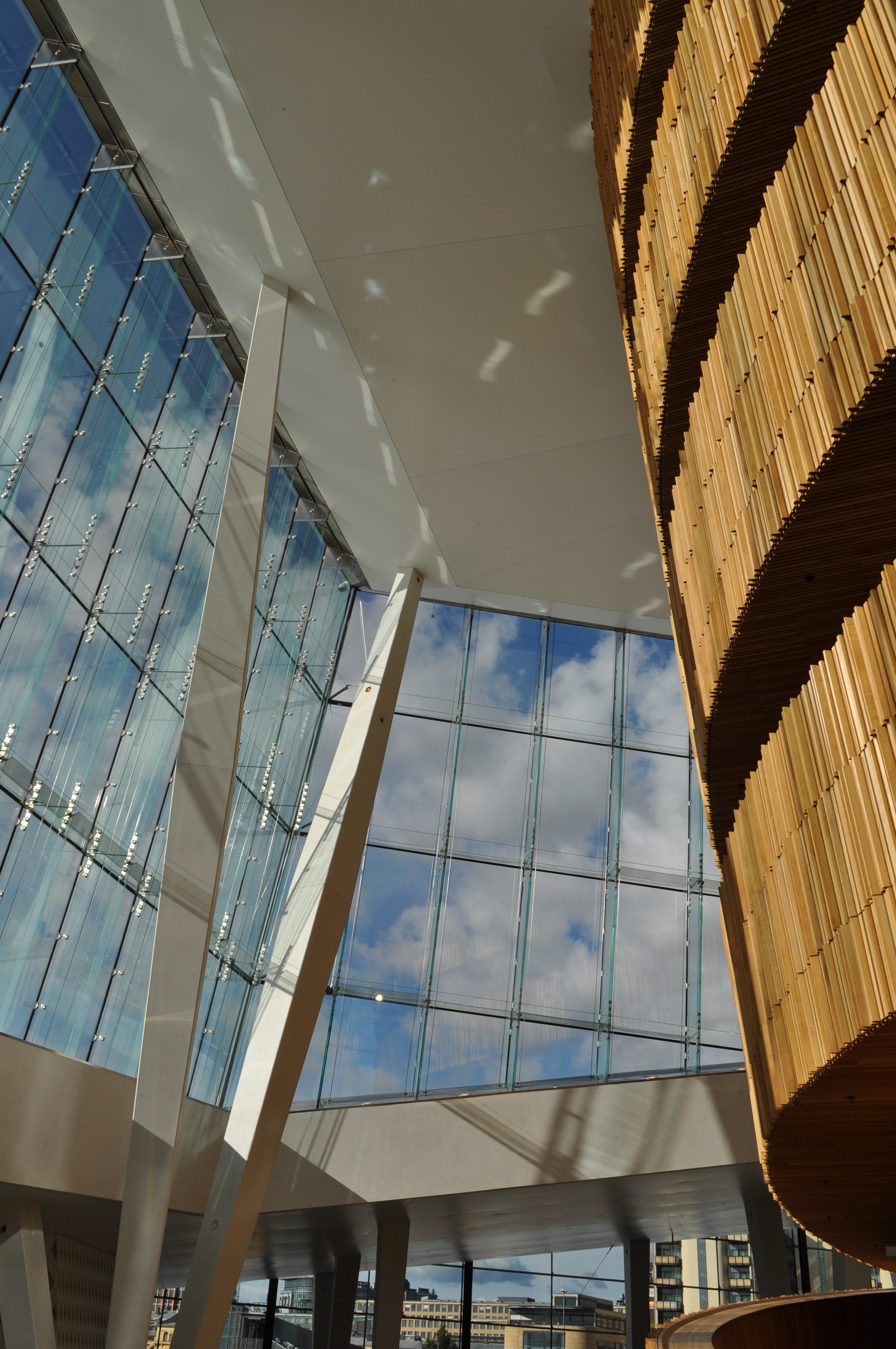
Interior de la Ópera de Oslo.

Se encargaron varios proyectos de arte para el interior y el exterior de la Ópera. La más notable es She Lies, una escultura construida con paneles de vidrio y acero inoxidable por Monica Bonvicini. La escultura está instalada en una plataforma de hormigón en el fiordo adyacente a la Ópera y flota en el agua moviéndose en respuesta a las mareas y el viento para crear un rostro en constante cambio para los espectadores. La obra fue presentada por Su Majestad la Reina Sonja el 11 de mayo de 2010.
Olafur Eliasson diseñó un panel de pared perforado que cubre los soportes del techo en el vestíbulo. Cuenta con una abertura hexagonal y está iluminado desde abajo y desde atrás para crear la ilusión de hielo derretido. Otros artistas involucrados en la construcción incluyen al escultor noruego Kristian Blystad, Jorunn Sannes y Kalle Grude, quienes diseñaron la forma de los adoquines en la explanada y del techo visitable; Bodil Furu y Trine Lise Nedreaas, quienes crearon un proyecto de película y video; Marte Aas, Talleiv Taro Manum, Tom Sandberg, Gerd Tinglum y Nina Witoszek Fitzpatrick, quienes crearon el libro de arte Site Seeing; y Linus Elmes y Ludvig Löfgren, quienes crearon la primera piedra.
El telón del escenario principal es obra de Pae White, quien lo diseñó para que pareciera papel de aluminio arrugado. White escaneó un trozo de papel de aluminio arrugado en una computadora que tradujo la información a un telar que tejió la cortina de lana, algodón y poliéster para crear un efecto tridimensional. La cortina fue fabricada por la empresa alemana de equipamiento teatral Gerriets GmbH. La cortina terminada mide 23 m (74 pies) de ancho y 11 m (36 pies) y pesa 500 kg (1.100 libras).

## Galería

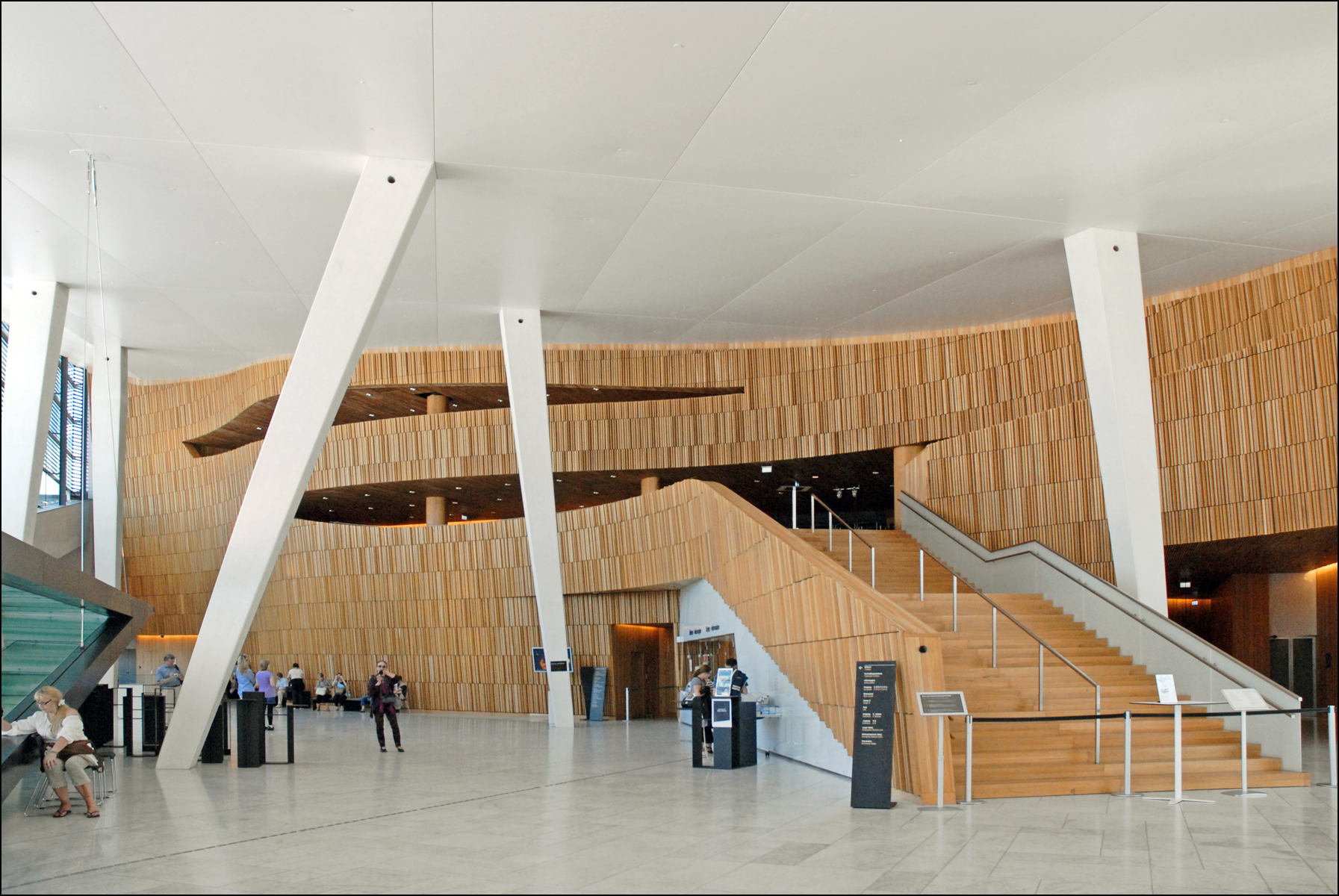
El vestíbulo
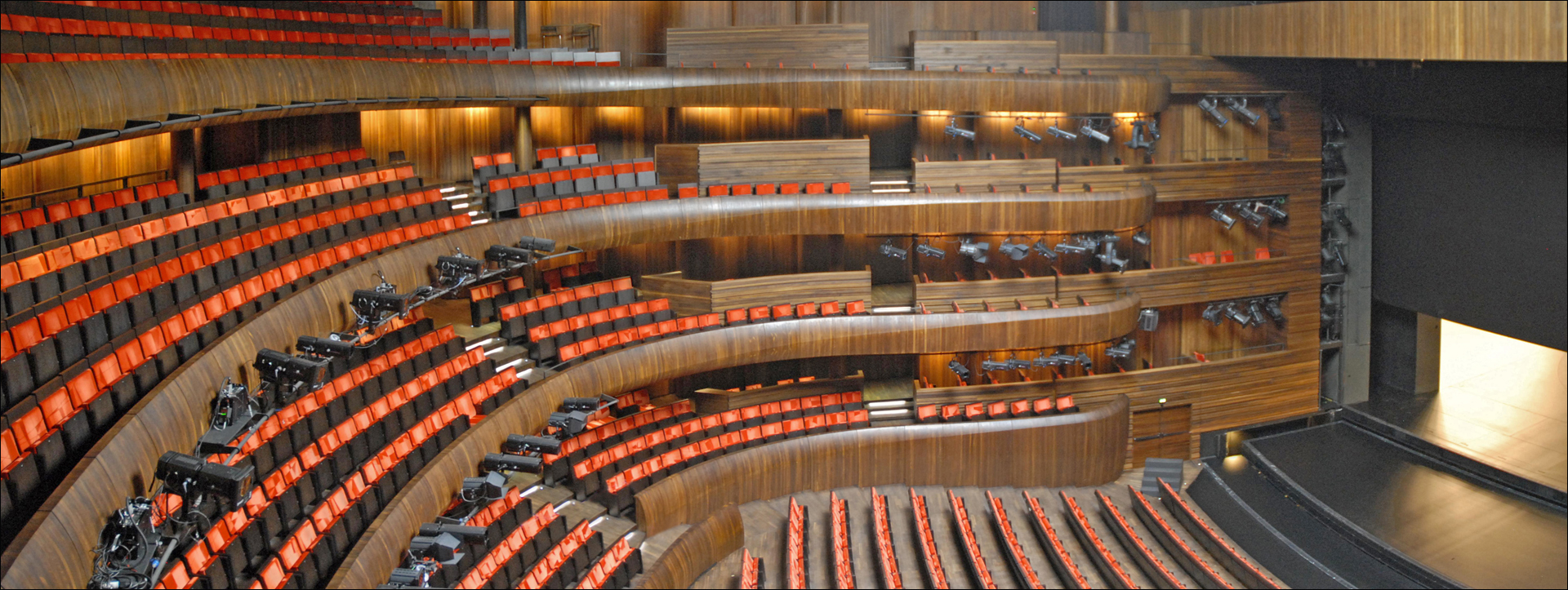
El Gran Auditorio
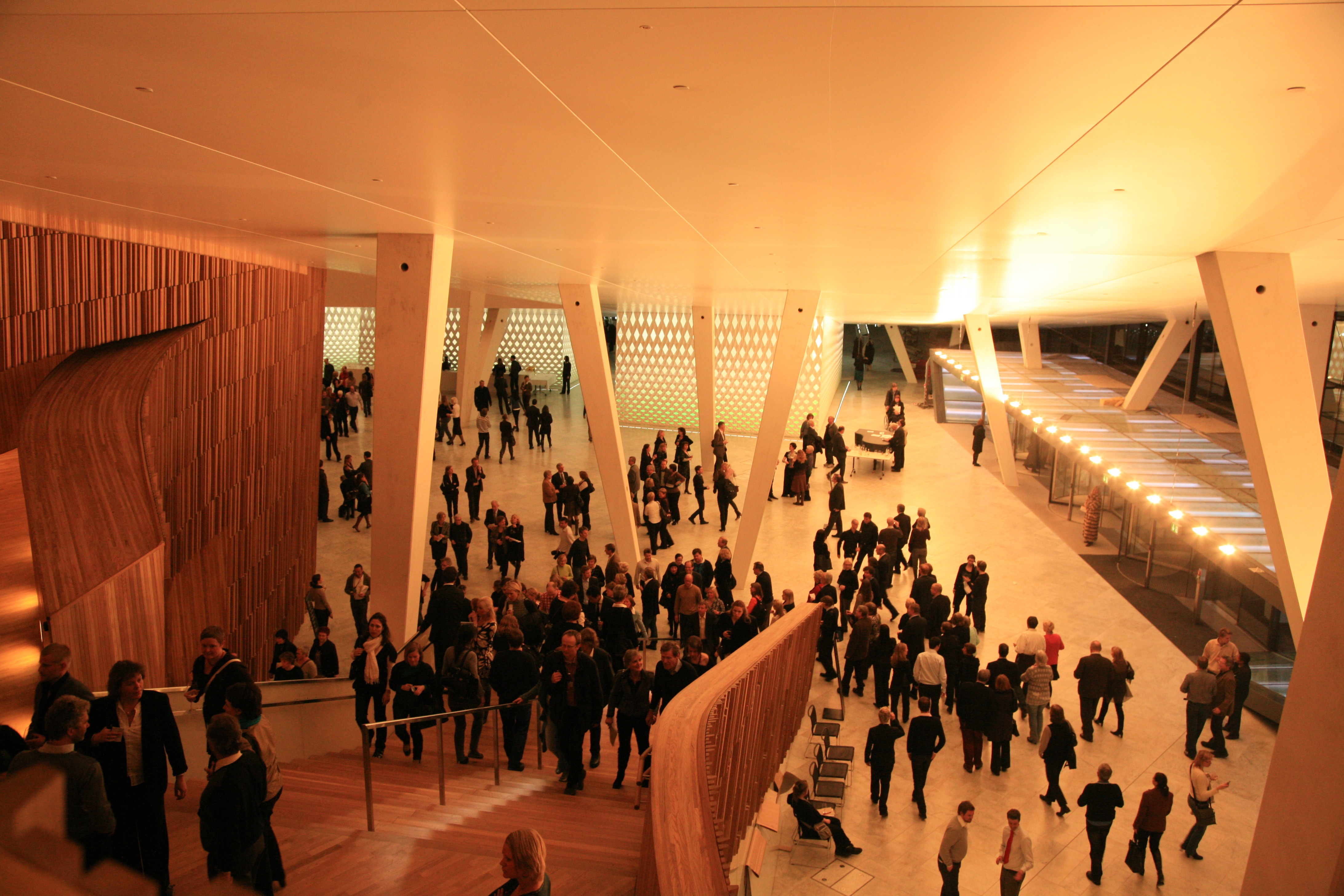
Público subiendo las escaleras desde la entrada
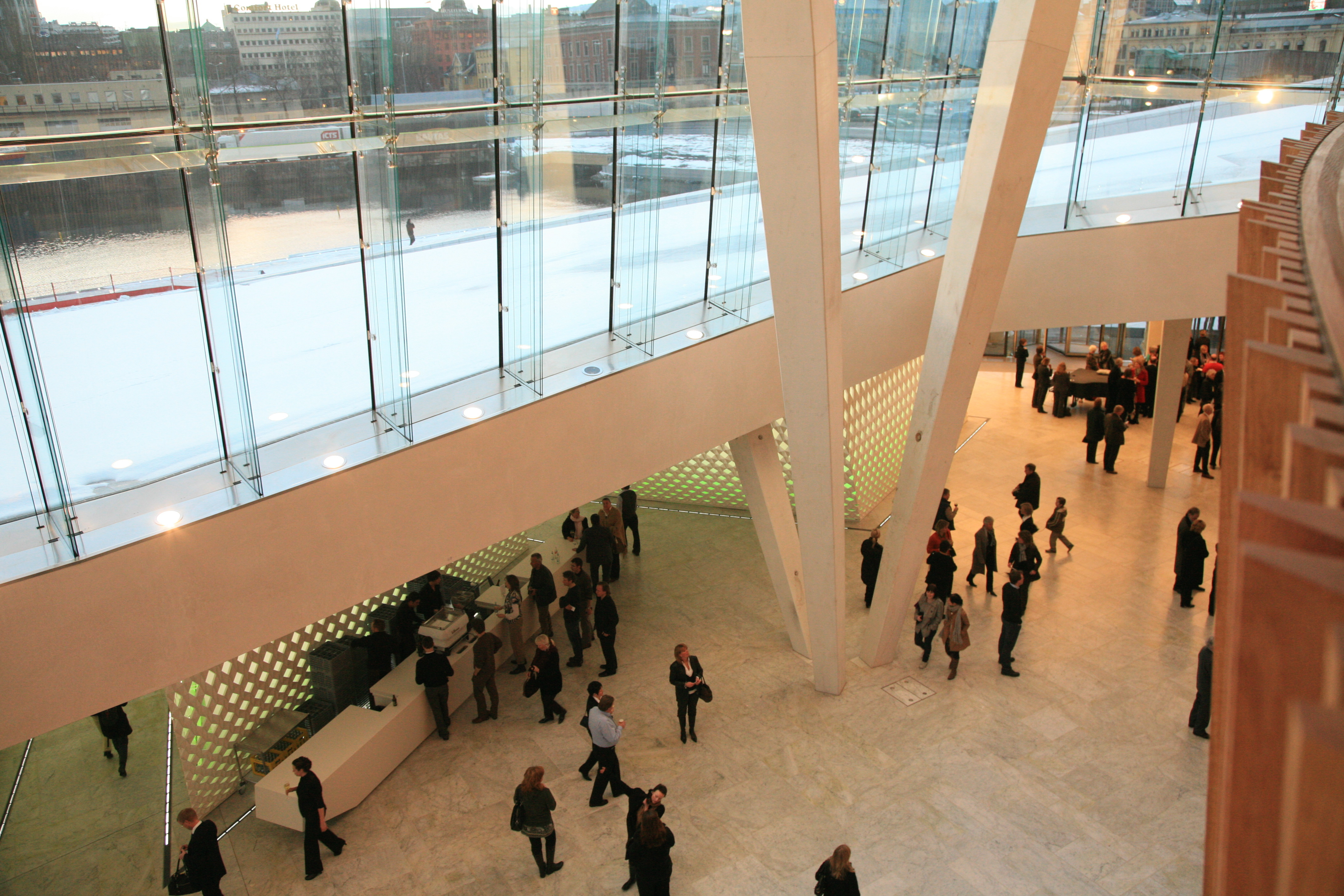
El vestíbulo visto desde un balcón que da al interior
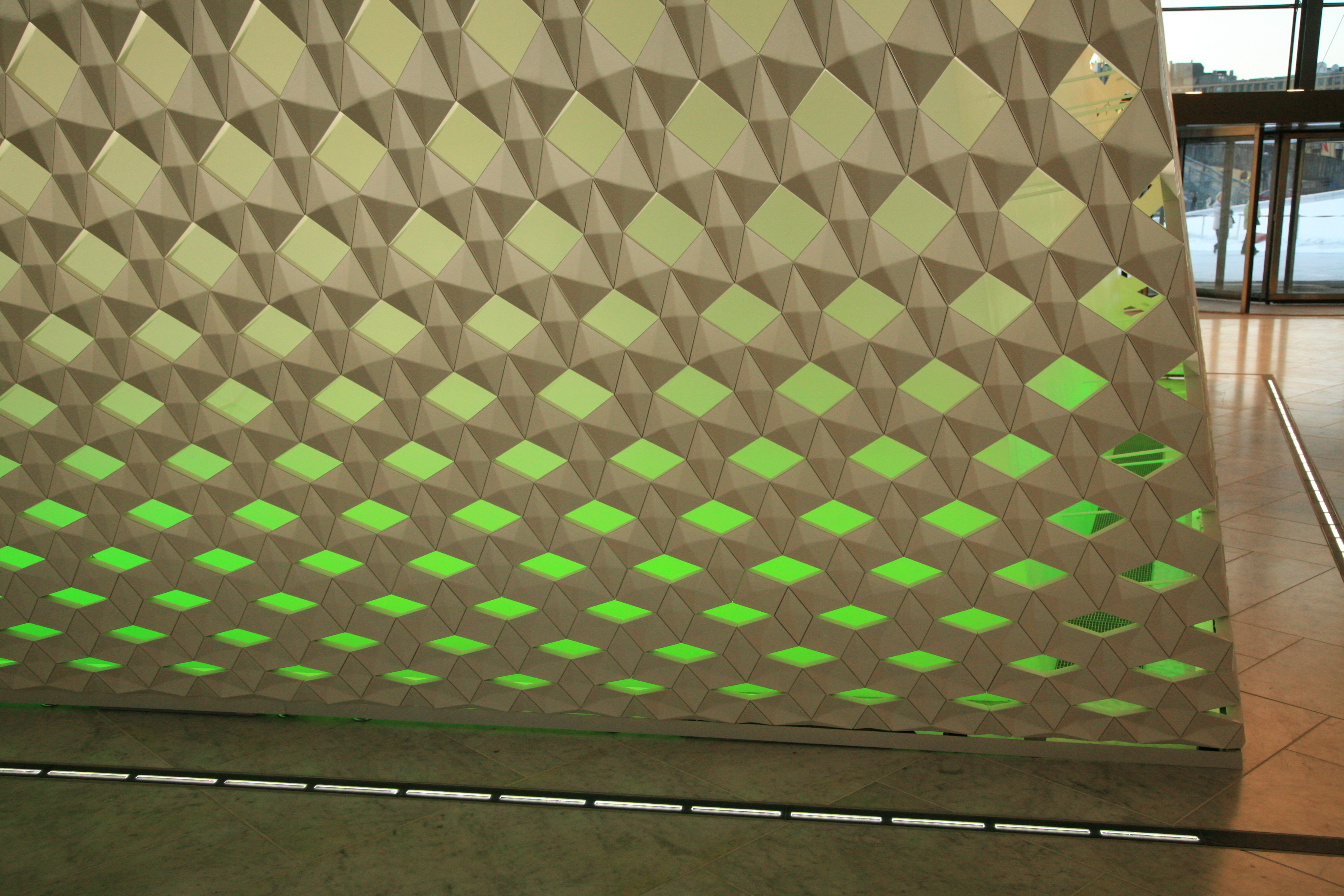
Decoración artística en el techo del vestíbulo
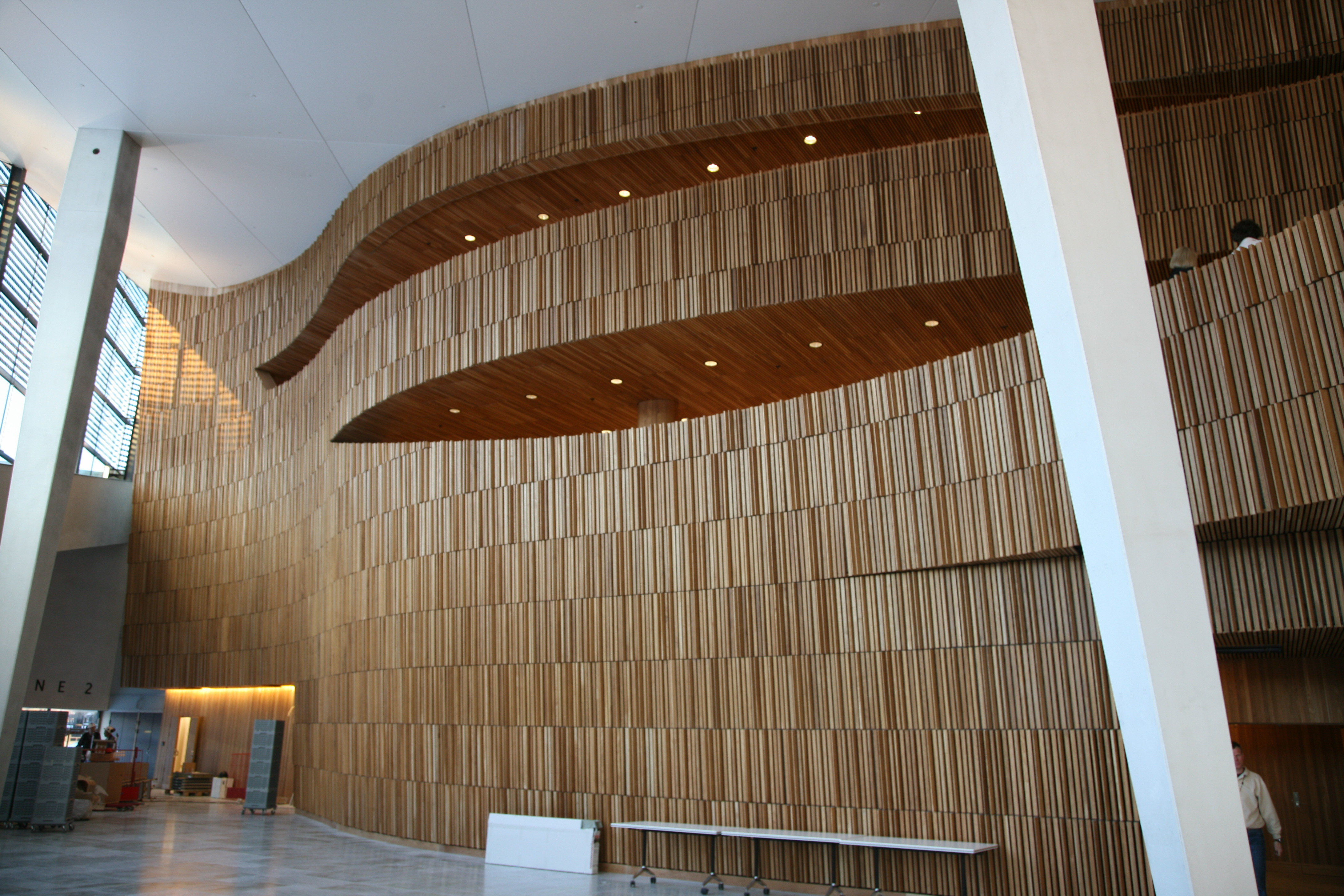
Un muro ondulado con balcones desde donde es posible mirar hacia el vestíbulo y hacia la ciudad
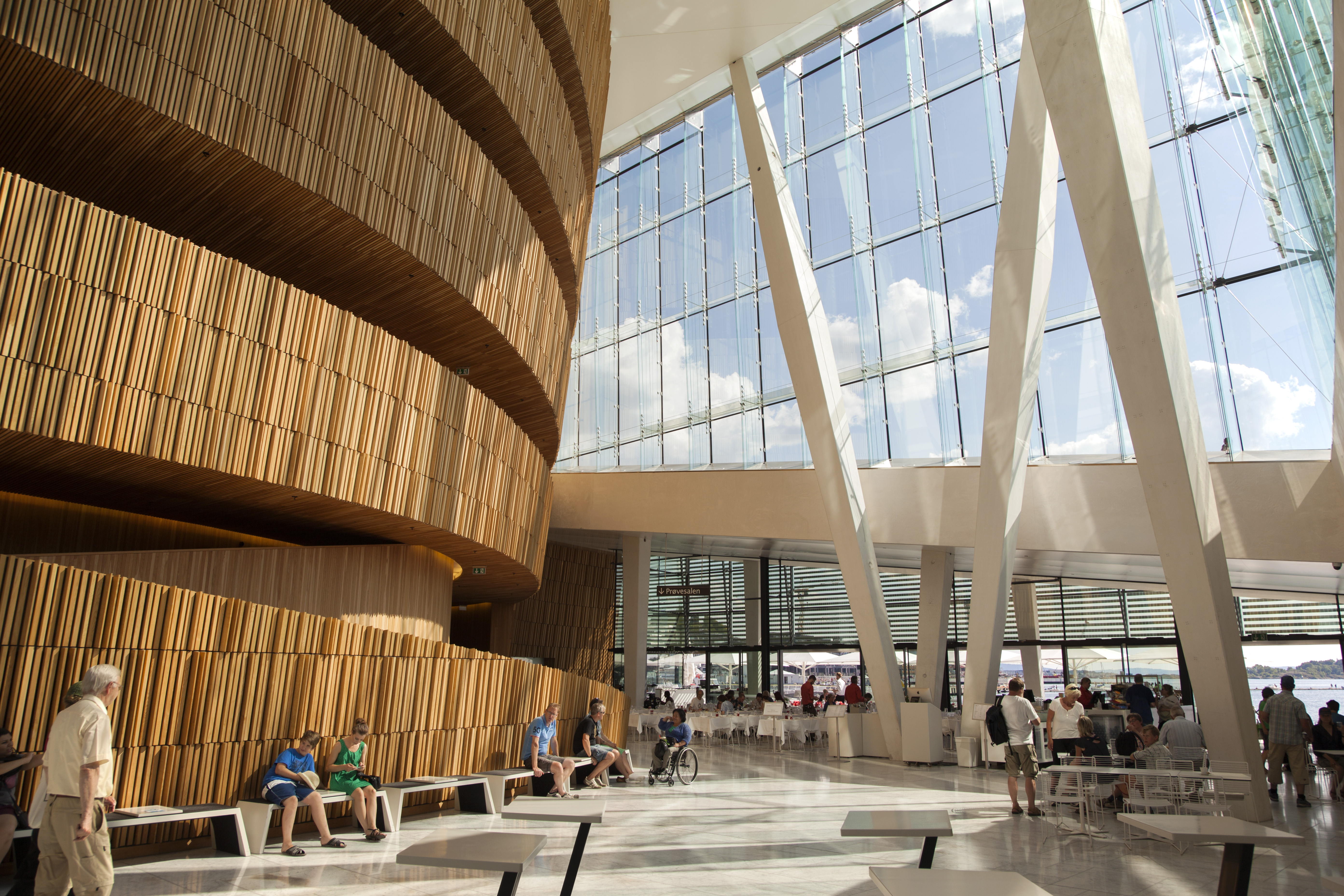
El vestíbulo, con vistas al exterior

## Programación
La programación de eventos de esta institución incluye óperas, conciertos y ballets, principalmente. Por ejemplo, en junio de 2024 están incluidos: La ópera The Seven Deadly Sins, el concierto de cámara Dohnányi and Mozart, el ballet MATS EK: She Was Black + A Sort Of, la opera para niños  Amor's Ease, La ópera y concierto  Candide, la danza  Kvääniteatteri: Karhutanssi, la opera para niños Orpheo's Comfort,  el ballet Nagelhus Schia Productions: In C, el concierto What a voice! Oslo Pride 50 years, la ópera  KHiO/Operahøgskolen: Orpheus, el concierto Vivaldi Recomposed: Daniel Hope and Orchestra l’arte del mondo, la ópera barroca Ernelinde, la danza de la Jo Strømgren Kompani A Dance Tribute to the Art of Football, o el ballet de la Jo Strømgren Kompani Made in Oslo 